# IRX3
IRX3‏ (Iroquois homeobox 3) هوَ بروتين يُشَفر بواسطة جين IRX3 في الإنسان.